# Aeroporto di Groznyj-Severnyj
L'aeroporto di Groznyj (in russo: Аэропорт «Грозный») (IATA:GRV, ICAO:URMG) conosciuto anche come l'Aeroporto di Groznyj-Nord è un aeroporto civile internazionale situato 9 km a nord della capitale cecena Groznyj, Russia. Esso è il principale e unico scalo civile della Cecenia.

## Storia
L'aeroporto venne chiuso al traffico nel marzo 1999 quando il generale russo Gennadij Špigun, responsabile del Ministero del Interno della Russia per gli affari ceceni fu rapito da un gruppo di terroristi, e bombardato da una pioggia di missili da parte della VVS, l'aviazione russa. Sotto la presidenza di Ramzan Kadyrov, l'aeroporto venne ricostruito a tempo di record e il primo volo proveniente da Mosca atterrò al "Groznyj" l'8 marzo 2007.

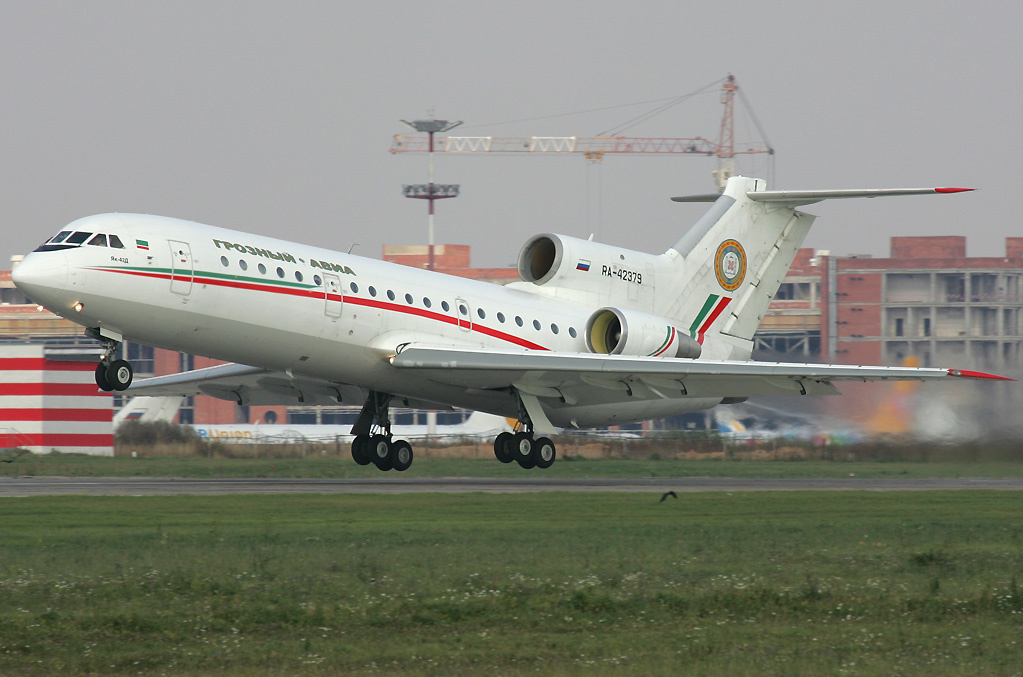
Yakovlev Yak-42 della russa Groznyj-Avia all'Aeroporto di Mosca-Vnukovo